# Marcel Prévost
Eugène Marcel Prévost foi um romancista e autor dramático francês, nascido em Paris em 1 de maio de 1862 e falecido em Vianne em 8 de abril de 1941.

## Biografia

### Início
Após estudos no pequeno seminário de Orléans, depois em Châtellerault, em Bordeaux (colégio Saint-Joseph de Tivoli) e com os jesuítas de Paris, Marcel Prévost ingressou na École polytechnique em 1882. Foi engenheiro das manufaturas de tabaco, em Lille, onde também foi examinador no Instituto Industrial do Norte, depois em Tonneins em Lot-et-Garonne, cidade onde seu pai havia sido subdiretor de contribuições indiretas, antes de entrar no Ministério das Finanças em Paris. Foi um dos primeiros defensores de Dreyfus e participou com Émile Zola, Louis Sarrut e Louis Leblois do jantar organizado em 13 de novembro de 1897 por Scheurer-Kestner, presidente do Senado e alsaciano, durante o qual este último decidiu compartilhar sua convicção com o público.

### Grande Guerra
Em 5 de agosto de 1914, foi mobilizado como capitão de artilharia da reserva em Jouy-en-Josas. Durante 3 anos, foi chefe adjunto na escola de instrução de ferrovias. Em julho de 1915, foi nomeado chefe de esquadrão. Em 1917, foi promovido a tenente-coronel e tornou-se chefe do serviço de informação, responsável pela redação do Bulletin aux Armées. Nesta função, participou da batalha de la Malmaison, o que lhe valeu uma citação na ordem do Exército. Tendo sido vítima de gases, foi obrigado a abandonar suas funções em 1918.

### Morte

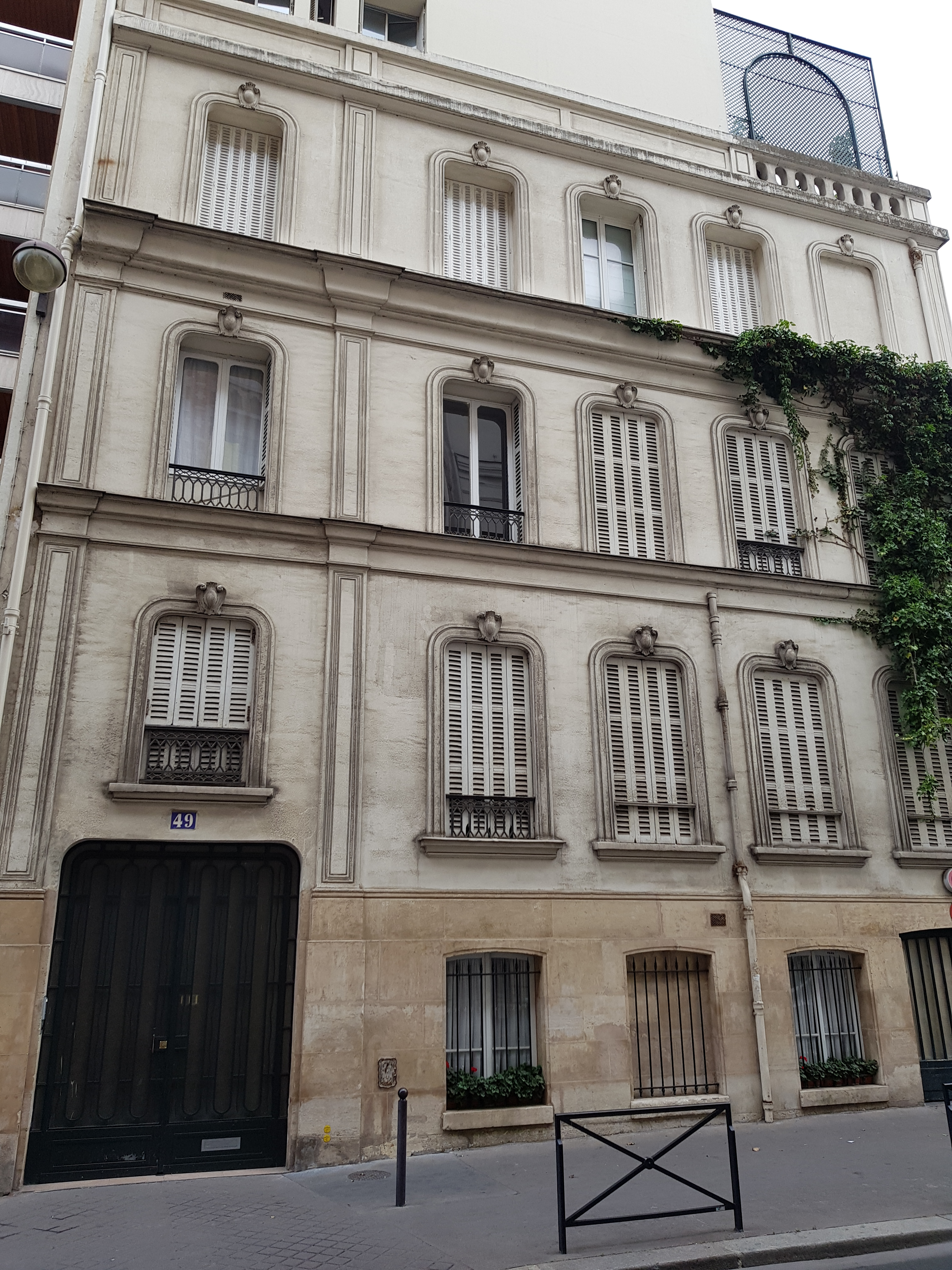
Rue Vineuse, Paris: Marcel Prévost estava domiciliado neste endereço em 1920.

Após retomar suas atividades literárias em 1919, fundou La Revue de France em 1921. Dividiu seu tempo entre uma vida parisiense e seu retiro em Vianne. Muito ativo no nível local, tornou-se Presidente do Jasmin d'argent. Em 8 de abril de 1941, morreu repentinamente durante a noite, sem sofrimento, em Vianne, onde foi enterrado.

## Escrita
Em 1881, começou a publicar contos em Le Clairon, jornal monarquista, sob o pseudônimo de Schlem. Seus primeiros escritos foram influenciados por Alphonse Daudet e George Sand. Em 1890, após o sucesso de seu segundo romance Mademoiselle Jaufre (1889), deixou o serviço público para se dedicar à literatura. Três períodos parecem se delinear em sua carreira. O primeiro diz respeito às obras de juventude e se estende de 1884 a 1894. O segundo nasce com o romance Les Demi-Vierges e termina nos anos 1920. Este período é marcado pela vontade de conciliar tradição e modernidade, de se inserir mais na atualidade, defendendo um militantismo feminino na linha de Paul Hervieu e sua obra Les Tenailles (1895). Finalmente, o terceiro período estende-se dos anos 1930 até sua morte e mostra que, apesar de um certo esgotamento do entusiasmo do público, ele permaneceu um escritor de primeira linha. Após seus primeiros romances dedicados à vida provincial – Le Scorpion (1887), Chonchette (1888), Miss Jaufre (1889) – ele se engaja na vertente que lhe trará notoriedade: o estudo do caráter das mulheres visto de um ponto de vista estritamente masculino, com romances como Cousine Laura (1890), La Confession d'un amant (1891), Lettres de femmes (1892), L'Automne d'une femme (1893).
Ele triunfa em 1894 com Les Demi-Vierges, seu romance mais célebre. Nele, descreve, exagerando, os estragos que a vida parisiense e a educação moderna supostamente causam nas jovens. O romance é, pouco depois, adaptado para o palco e estreado com grande sucesso no teatro do Gymnase em 2 de maio de 1895. O termo "demi-vierge" (meia-virgem), incorporado à linguagem corrente, designa uma jovem emancipada, mas ainda virgem. No mesmo espírito, Marcel Prévost publica em seguida Jardin secret 1897), Les Vierges fortes (1900), Frédérique (1900), Léa (1900), L'Heureux Ménage (1901), Les Lettres à Françoise (1902), La Princesse d'Erminge (1904), L'Accordeur aveugle (1905), Féminités (1912), Mon cher Tommy (1920), Les Don Juanes (1922), La Mort des Ormeaux (1937). Em uma produção abundante e uniforme, pode-se destacar Monsieur et Madame Moloch (1906), uma divertida sátira do caráter alemão. Les Lettres à Françoise (1902) propõem um programa ideal de educação para uma jovem, enquanto a mistura de misticismo e erotismo de Retraite ardente (1927) suscita protestos da Igreja Católica Romana.
Sua peça em quatro atos La Plus Faible, apresentada em 1904 na Comédie-Française, também conhece um grande sucesso. Ele dirigiu a Revue de France de 1922 a 1939 e também presidiu a Sociedade dos Homens de Letras. Foi eleito para a Academia Francesa em 27 de maio de 1909, ocupando a cadeira de Victorien Sardou.

## Distinções
Marcel Prévost foi feito cavaleiro da Legião de Honra em 1894 (e condecorado por Philippe Gille), promovido a oficial em 1900 (condecorado por Ludovic Halévy da Academia Francesa), comandante em 1913 (condecorado por Paul Hervieu da Academia Francesa), elevado à dignidade de Grande-Oficial em 7/9/1927 por Raymond Poincaré e depois Grande-Cruz em 25/7/1935 pelo general Nollet, grande chanceler da Ordem da Legião de Honra. Oficial superior da reserva na artilharia, foi remobilizado para a Grande Guerra. Em maio, o estado-maior do exército francês finalmente organizou um "serviço de informações militares" para relatar as operações militares como complemento ao "comunicado". Baseado no castelo de Offémont em Tracy-le-Mont em Oise, este serviço dirigido pelo tenente-coronel Marcel Prévost era composto por jornalistas credenciados, usando um uniforme de oficial do exército francês complementado por uma braçadeira verde. O mais célebre correspondente de guerra deste serviço foi Albert Londres. Em outubro de 1917, Marcel Prévost foi enviado ao 21º corpo de exército (França) do general Degoutte para assistir à vitória de la Malmaison, sobre a qual ele faria um relato em D'un poste de commandement - bataille de l'Ailette. No final de 1917, foi condecorado com a Ordem de Leopoldo e a Cruz de Guerra belgas pelo rei Alberto I. Condecorado com a Cruz de Guerra 1914-1918, Marcel Prévost foi elevado à dignidade de grande oficial da Legião de Honra em 23 de novembro de 1927 por Raymond Poincaré, ex-presidente da República e membro da Academia Francesa, e finalmente à de grande cruz da Legião de Honra em 1935, tendo as insígnias sido entregues a ele em janeiro pelo general Charles Nollet, grande chanceler da Legião de Honra. Sua esposa Jeanne faleceu em 1948. A Academia Francesa lhe concedeu o prêmio Hercule-Catenacci em 1939 por sua Edição das Heroidas de Ovídio.

## Representações
Foi retratado pelo pintor Paul Chabas (1869-1937) no quadro encomendado pelo editor Alphonse Lemerre, Na casa de Alphonse Lemerre, em Ville D'Avray (salão de 1895), ao lado do escritor e acadêmico francês Paul Bourget, de Sully-Prudhomme, de Paul Arène ou de Alphonse Daudet, da Sra. Daniel-Lesueur, entre outros.

## Ação social
Marcel Prévost foi presidente da União Francesa para o Salvamento da Infância de 1937 a 1941.

## Obras

### Obras publicadas na França

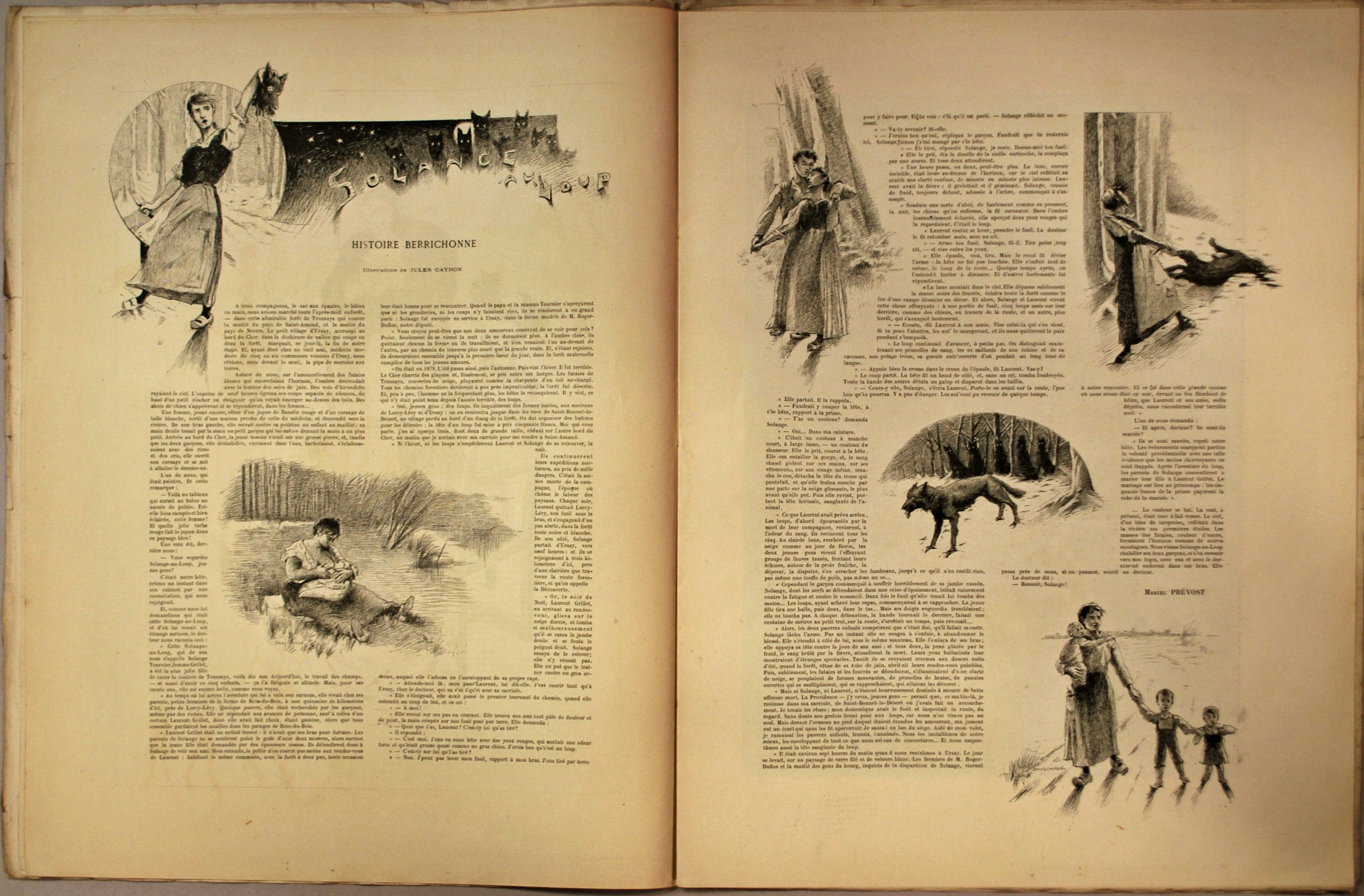
Histoire berrichonne, Paris-Noël 1890-1891

- Le Scorpion, Alphonse Lemerre, 1887.
- Chonchette, Alphonse Lemerre, 1888.
- Mademoiselle Jaufre, Alphonse Lemerre, 1889.
- La Confession d'un amant, Alphonse Lemerre, 1891.
- Lettres de femmes, Alphonse Lemerre, 1892.
- L'Automne d'une femme, Alphonse Lemerre, 1893.
- Nouvelles Lettres de femmes, Alphonse Lemerre, 1894.
- Les Demi-vierges, Alphonse Lemerre, 1894.
- Notre compagne (provinciales et parisiennes), Alphonse Lemerre, 1895.
- Le Mariage de Julienne, Alphonse Lemerre, 1896.
- Dernières lettres de femmes, Alphonse Lemerre, 1897.
- Le Jardin secret, Alphonse Lemerre, 1897.
- Les Vierges fortes - Frédérique, Alphonse Lemerre, 1900.
- Les Vierges fortes - Léa, Alphonse Lemerre, 1900.
- Le Domino jaune : les palombes, Alphonse Lemerre, 1901.
- L'Heureux Ménage, Alphonse Lemerre, 1901.
- Lettres à Françoise, Félix Juven, 1902.
- Le Pas relevé - Nouvelles, Alphonse Lemerre, 1902.
- Cousine Laura (mœurs de théâtre), Alphonse Lemerre, 1903.
- La Princesse d'Erminge, Alphonse Lemerre, 1904.
- La Plus Faible (comédie en quatre actes), Alphonse Lemerre, 1904.
- L'Accordeur aveugle, Alphonse Lemerre, 1905.
- Monsieur et Madame Moloch, Ernest Flammarion, 1906.
- Lettres à Françoise Mariée, Félix Juven, 1908.
- Pierre et Thérèse, Alphonse Lemerre, 1909.
- « Provinciale » (ill. J. Simont), L'Illustration,‎ décembre 1910, p. 19-24.
- Lettres à Françoise Maman, Arthème Fayard, 1912.
- Missette - La paille dans l'acier - Provinciale, Alphonse Lemerre, 1912.
- Ces temps-ci - Les anges gardiens, Alphonse Lemerre, 1913.
- Nouvelles Féminités, Alphonse Lemerre, 1914.
- L'Adjudant Benoît, Alphonse Lemerre, 1916.
- D'un poste de commandement (P.C. du 21e C.A.) - La bataille de l'Ailette (23 octobre - 2 novembre 1917), Ernest Flammarion, 1918.
- Sous le brassard vert, La Sirène, 1919 (testemunho de 12 jornalistas na Grande Guerra, prefácio de Marcel Prévost)
- Mon Cher Tommy, Arthème Fayard, 1920.
- La nuit finira, Alphonse Lemerre, 1920 (2 vol.).
- Les Don Juanes. La Renaissance du Livre, 1922.
- Nouvelles Lettres à Françoise ou la jeune fille d'après-guerre, Ernest Flammarion, 1924.
- Sa maîtresse et moi, Les éditions de France, 1925.
- La Retraite ardente, Ernest Flammarion, 1927.
- L'Homme vierge, Les éditions de France, 1929.
- Voici ton Maître, Les éditions de France, 1930.
- Nos grandes écoles : Polytechnique, Nouvelle société d'édition, 1931.
- L'Américain, Les éditions de France, 1931.
- Marie-des-Angoisses, Les éditions de France, 1932.
- Fébronie, Les éditions de France, 1933.
- Clarisse et sa fille, Les éditions de France, 1935.
- La Mort des Ormeaux, Les éditions de France, 1937.
- Marcel Prévost et ses contemporains, Les éditions de France, 1943 (obra póstuma, coleção de críticos literários).

### Obras publicadas na Itália
- Le mezze vergini, traduzione di A. Polastri, Collezione Il Romanzo per tutti, Lubrano e Ferrara Editori, Nápoles, 1910.
- Lo scorpione, unica traduzione italiana autorizzata, Collezione Il Romanzo per tutti, Lubrano e Ferrara Editori, Nápoles, 1910 (?)
- Amore a vent'anni, con sei illustrazioni fuori testo, Collezione Il Romanzo per tutti, Lubrano e Ferrara Editori, Nápoles, 1910-1914 (?)
- La confessione di un amante, Collezione Il Romanzo per tutti, Lubrano e Ferrara Editori, Nápoles, 1910-1914 (?)
- Il matrimonio di Giulietta, Collezione Il Romanzo per tutti, Lubrano e Ferrara Editori, Nápoles, 1910-1914 (?)

## Adaptações
- 1935: Marie des Angoisses, filme de Michel Bernheim
- 1936: Les Demi-vierges, filme de Pierre Caron (contribuição ao roteiro e diálogos: Marcel Prévost, baseado em seu romance e peça de mesmo título)